# Dicianoacetilenă
Azotura de carbon (cunoscută și ca dicianoacetilenă) este un compus anorganic cu formula chimică C4N2.
1. 1 2 3  „Azotură de carbon”, Dicyanoacetylene (în engleză), PubChem, accesat în 19 septembrie 2016